# Liopygus diopsipygus
Liopygus diopsipygus är en skalbaggsart som först beskrevs av Sylvain Auguste de Marseul 1879.  Liopygus diopsipygus ingår i släktet Liopygus och familjen stumpbaggar. Inga underarter finns listade i Catalogue of Life.